# Limonium avei
Limonium avei ist eine Pflanzenart aus der Gattung der Strandflieder (Limonium) in der Familie der Bleiwurzgewächse (Plumbaginaceae).

## Merkmale
Limonium avei ist ein einjähriger Rosetten-Therophyt, der Wuchshöhen von 35 bis 60 Zentimeter erreicht. Der Stängel ist längsgerillt und glatt bis fein. Die Blätter messen 40 bis 80 × 10 bis 23 Millimeter. Sie sind spatelig, seltener auch lanzettlich und gerundet, stumpf, spitz oder stachelspitzig. Die Ährchen sind gekrümmt. Die Ähren sind (40) 80 bis 250 (350) Millimeter groß. Die Krone ist violett. Die Kelchnerven treten nicht oder nur in eine kurze Granne aus.
Die Blütezeit reicht von April bis Juli.
Die Chromosomenzahl beträgt 2n = 27.

## Vorkommen
Limonium avei kommt im zentralen und östlichen Mittelmeerraum vor; die Nachweise aus Griechenland (Attika und Insel Gavdos) beruhen auf Irrtum. Die Art wächst auf Felsen und sandigen Lehmböden.